# Thomas Martin (músico)
Thomas Martin (Cincinnati, 22 de julio de 1940) es un músico británico de origen estadounidense, virtuoso contrabajista y lutier, considerado entre los más importantes de la segunda mitad del siglo XX a la actualidad. Premiado por sus extensas grabaciones de la obra de Giovanni Bottesini, Martin ha sido contrabajista principal de numerosas agrupaciones sinfónicas de importancia, destacándose en la Orquesta Sinfónica de Londres.
Actualmente enseña en el Colegio Real de Música de Londres y Glasgow, y en diversos festivales alrededor del mundo.

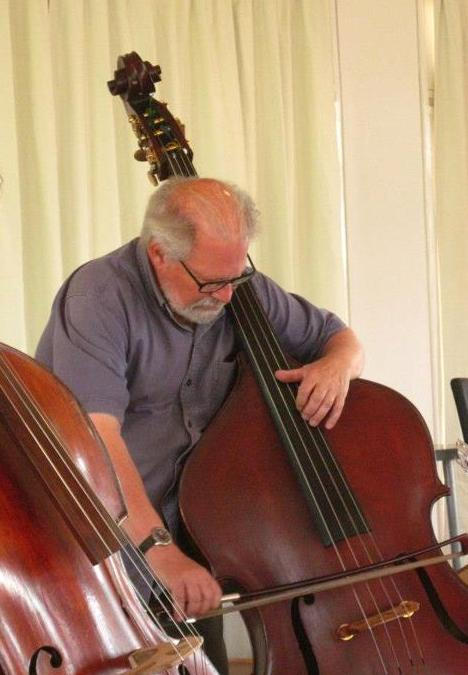
Martin enseñando en la ciudad de San Juan (Argentina).

## Carrera
Thomas Martin se formó en Estados Unidos con los maestros Harold Roberts, Oscar Zimmerman y Roger Scott. Estos fueron a su vez formados por el virtuoso catalán Antoni Torelló, contrabajista principal del Teatro Liceu de Barcelona y luego de la Orquesta de Filadelfia. Torelló, alumno de Pedro Valls, discípulo de José Roveda y Bottesini, es el reconocido introductor del arco francés en la academia estadounidense. Bajo la tutela de su alumno R. Scott, Thomas Martin se formó como uno de los referentes actuales de esta técnica.
En Londres, Thomas Martin ha estudiado dirección con Sian Edwards, y en Oxford con Stephen Darlington, y es reconocido por la primera grabación de la Misa de Requiem de Giovanni Bottesini, en la que dirige al Coro y Orquesta Filarmónica de Londres.
Inicialmente, la formación orquestal de Martin incluyó la Filarmónica de Buffalo y de Israel. Como contrabajista principal, ocupó cargos en la Orquesta Sinfónica de Montreal, la Academia de St. Martin-in-the-Fields, la Orquesta de Cámara Inglesa, culminando en la Orquesta Sinfónica de Londres, puesto largamente vacante desde su retiro. También fue solista en la Oxford Philomusica desde su creación.
Paralela a su actividad orquestal, Thomas Martin intensificó una carrera como solista a través del globo, exponiendo una parte considerable del repertorio de cámara conocido para el contrabajo.
El interés por el contrabajo lo ha llevado a perfeccionar su conocimiento bibliófilo, siendo editor responsable para Theodore Presser, International Music Company y la francesa G. Billaudot. Como jurado en competencias internacionales, ha aparecido en Moscú, Bucarest, Múnich, Génova, San Petersburgo, entre otros. Ha realizado numerosas giras como concertista, ofreciendo con frecuencia clases magistrales en distintos países.

## Grabaciones
El genio musical de Thomas Martin es conocido a través de una extensa serie de grabaciones de la obra de Giovanni Bottesini, incluyendo cinco volúmenes con las colaboraciones de la English Chamber Orchestra, la Orquesta Sinfónica de Londres, el virtuoso italiano Franco Petracchi, el pianista Christopher Oldfather, el chelista Moray Welsh, entre otros.
Las grabaciones han sido relanzadas por la discográfica Naxos en 2008, reconocidas como el mejor disco del año por las revistas Sunday Times y la especializada Gramophone. Como director, también ha registrado la Messa da requiem de Bottesini.

## Lutería
Thomas Martin es conocido por iniciar un linaje de fabricación de arcos y contrabajos en Londres hace más de treinta años.